# Munich Tovar
Munich del Carmen Tovar Paiva (* 25. Oktober 1989) ist eine venezolanische Leichtathletin, die hauptsächlich als Weitspringerin aktiv ist. Bei einer Körpergröße von 1,72 m beträgt ihr Wettkampfgewicht 58 kg.

## Leben
Munich Tovar wuchs im Tiefland von Barlovento im venezolanischen Bundesstaat Miranda auf und spielte zuerst Basketball und Fußball. Aufgrund ihrer Schnelligkeit empfohlen ihr die Lehrer ihrer weiterführenden Schule die Leichtathletik.

## Erfolge
Bei den 16. Juegos Bolivarianos 2009 in Sucre erhielt sie sowohl im Weitsprung als auch im Dreisprung eine Bronzemedaille. Bei den südamerikanischen U23-Leichtathletikmeisterschaften 2010 in Medellín holte sie im Weitsprung eine Silbermedaille und im Dreisprung die Goldmedaille. Bei den Südamerikaspielen 2010 in Medellín erhielt sie ebenfalls im Weitsprung die Silber- und im Dreisprung die Goldmedaille. Bei den ALBA-Spielen 2011 in Barquisimeto erhielt sie eine Silbermedaille im Weitsprung, eine Bronzemedaille im Dreisprung und eine Silbermedaille mit der 4-mal-100-Meter-Staffel als Startläuferin.
Ihre 6,36 m, die sie bei der nationalen Meisterschaft am 9. Oktober 2009 in Caracas sprang, waren ein neuer venezolanischer Rekord im Weitsprung der Frauen. Den Rekord verbesserte sie am 15. März 2015 in São Bernardo do Campo auf 6,49 m. Venezolanische Rekordhalterin war Munich Tovar bis zum 17. April 2015, als Yolimar Rojas in Barinas 6,57 m sprang.

### Bestleistungen

#### Freiluft
- Weitsprung: 6,49 m am 15. März 2015 in São Bernardo do Campo
- Dreisprung: 13,37 m am 17. April 2010 in Caracas
- 4-mal-100-Meter-Staffel: 45,79 s am 29. Juli 2011 in Barquisimeto

#### Halle
- Weitsprung: 6,07 m am 16. Februar 2014 in São Caetano do Sul